# Ján Vojtaššák
Ján Vojtaššák (Zákameneklin, 1877. november 14. – Prága, 1965. augusztus 4.) szlovák katolikus pap, a Szepesi egyházmegye első szlovák püspöke, kommunista üldözés áldozata.

## Élete
1901. július 1-jén pappá szentelték. 1919-ben, amikor a magyar püspökök a határváltozások következtében elhagyták (Cseh)Szlovákiát, Fr. Vojtaššák a szepesi szeminárium rektora és a püspöki kúria kancellárja lett.
1920. december 16-án XV. Benedek pápa szepesi püspökké nevezte ki. Ő lett az első szlovák, aki megkapta ezt a püspökséget (elődei magyarok voltak). 1921. február 13-án a csehszlovákiai apostoli nuncius, Clemente Micara érsek püspökké szentelte. A társszentelő Hradec Králové Karel Boromejský Kašpar, Hradec Králové segédpüspöke és Anton Podlaha prágai segédpüspök volt.
A két világháború közötti időszakban Vojtaššák püspök erőfeszítéseket tett az oktatás újjáélesztésére, és megvédte az egyházat a politikai és ateista nyomással szemben. A Szlovák Néppárt támogatója volt, Fr. Andrej Hlinka, akit személyesen ismert, 1940-ben a katolikus papság képviselőjeként tagja lett az I. Szlovák Köztársaság Államtanácsának, amelynek alelnöke lett.
Szlovákia 1945-ös Vörös Hadsereg általi megszállása után gyorsan összetűzésbe került az új kommunista hatalommal. Hét hónapot töltött börtönben. Szabadulása után a püspök konfliktusát a világi hatóságokkal tovább súlyosbította a katolikus iskolák megmentéséért folytatott küzdelem és a kommunista nézeteket valló papok kiközösítése. 1950-ben Vojtaššák püspököt ismét letartóztatták, és embertelen kihallgatási módszereknek vetették alá. 1951. január 15-én egy pozsonyi kirakatperben Pavol Peter Gojdič és Michal Buzalka püspökökkel együtt hazaárulás és kémkedés miatt 24 év börtönre, vagyonelkobzásra és súlyos pénzbüntetésre ítélték.
1963-ban feltételesen szabadlábra helyezték. Ezután unokaöccséhez költözött Erdőtkára, de hamarosan kénytelen volt elhagyni Szlovákiát. Élete végét Csehországban töltötte, ahol 1965. augusztus 4-én halt meg. Szülőfalujában Zákameneklinben temették el. Hivatalosan is a szepesi püspök maradt élete végéig. Utódját 1989-ig nem lehetett kinevezni. Politikai okokból nem vehetett részt a Második vatikáni zsinaton. Vojtaššák püspök a kommunista rendszerrel szembeni ellenállás jelképévé vált.
A csehszlovákiai kommunizmus bukása után 1990-ben Vojtaššák püspököt rehabilitálták. Földi maradványait a szepeshelyi Szent Márton-székesegyházba szállították. Boldoggá avatási eljárása jelenleg is zajlik.

## Fordítás
Ez a szócikk részben vagy egészben  a   Ján Vojtaššák című lengyel Wikipédia-szócikk ezen változatának fordításán alapul.  Az eredeti cikk szerkesztőit annak laptörténete sorolja fel. Ez a jelzés csupán a megfogalmazás eredetét és a szerzői jogokat jelzi, nem szolgál a cikkben szereplő információk forrásmegjelöléseként.